# Ánitjávrre
Ánitjávrre, enligt tidigare ortografi Anit-Jaure, är en sjö i Jokkmokks kommun i Lappland och ingår i Luleälvens huvudavrinningsområde. Sjön har en area på 0,105 kvadratkilometer och ligger 830 meter över havet. Ánitjávrre ligger i Sarek Natura 2000-område och avvattnas av ett namnlöst biflöde till Gåbddåjávrjågåsj.

## Delavrinningsområde
Ánitjávrre ingår i det delavrinningsområde (747425-159790) som SMHI kallar för Ovan Lulep Pastajåkkå. Medelhöjden är 946 meter över havet och ytan är 8,81 kvadratkilometer. Räknas de 2 avrinningsområdena uppströms in blir den ackumulerade arean 18,76 kvadratkilometer. Lulep Basstajåhkå avvattnar avrinningsområdet och vattnet fortsätter därefter genom Sijddoädno, Blackälven, Lilla Luleälven och Lule älv innan det når havet efter 322 kilometer. Avrinningsområdet består mestadels av kalfjäll (99 procent). Avrinningsområdet har 0,11 kvadratkilometer vattenytor vilket ger det en sjöprocent på 1,2 procent.